# 향밀침침신여상
《향밀침침신여상》(香蜜沉沉燼如霜)은 2018년 장쑤 위성 텔레비전에서 방영된 중국 드라마이다. 한국어로는 '달콤한 향기는 여울지고, 사랑은 재로 남아 흩어지네' 로 해석된다. 동명의 소설을 원작으로 한다.

## 소개
- 금멱과 욱봉의 세 번의 윤회에 걸친 은원과 지독한 사랑, 천년의 사랑을 지키는 이야기

## 등장 인물
- 양쯔 : 금멱 역
- 덩룬 : 욱봉 역
- 라운희 : 윤옥 역
- 천위치 : 류영 역
- 왕이페이 : 수화 역
- 라오진펑 : 언우군 역
- 저우하이메이 : 천후 역
- 천위치 : 류영 역